# Csagan-tó
A Csagan-tó (vagy Balapan-tó) mesterséges tó Kazahsztán területén, amelyet 1965. január 13-án föld alatti atomrobbantással hoztak létre. Alakja 400 m átmérőjű, majdnem szabályos kör, legnagyobb mélysége 100 m körüli. Vize a Sagan nevű folyóból származik, ami az Irtis-folyó mellékága, ennek vizét mesterséges csatornán át vezették a kráterbe. 
Radioaktivitása miatt a területen csak katasztrófaturizmus létezik.